# Scillé
Scillé ist eine französische Gemeinde mit 359 Einwohnern (Stand: 1. Januar 2022) im Département Deux-Sèvres in der Region Nouvelle-Aquitaine (vor 2016: Poitou-Charentes). Sie liegt im Arrondissement Parthenay und im Kanton Autize-Égray.
Die Einwohner werden Scilléens genannt.

## Geographie
Scillé liegt etwa 30 Kilometer westsüdwestlich von Parthenay.

### Nachbargemeinden
Umgeben ist Scillé von den Nachbargemeinden L’Absie im Norden, Vernoux-en-Gâtine im Nordosten und Osten, La Chapelle-Thireuil im Süden, Le Busseau im Südwesten und Westen sowie Saint-Paul-en-Gâtine im Nordwesten.

## Bevölkerungsentwicklung
| Jahr                       | 1962 | 1968 | 1975 | 1982 | 1990 | 1999 | 2006 | 2019 |
| Einwohner                  | 399  | 350  | 314  | 350  | 373  | 391  | 384  | 350  |
| Quellen: Cassini und INSEE |      |      |      |      |      |      |      |      |

## Sehenswürdigkeiten
- Kirche Saint-Hilaire
- Schloss La Verdonnière
- Reste der Burgen Saint-Marc und La Touche-Paris

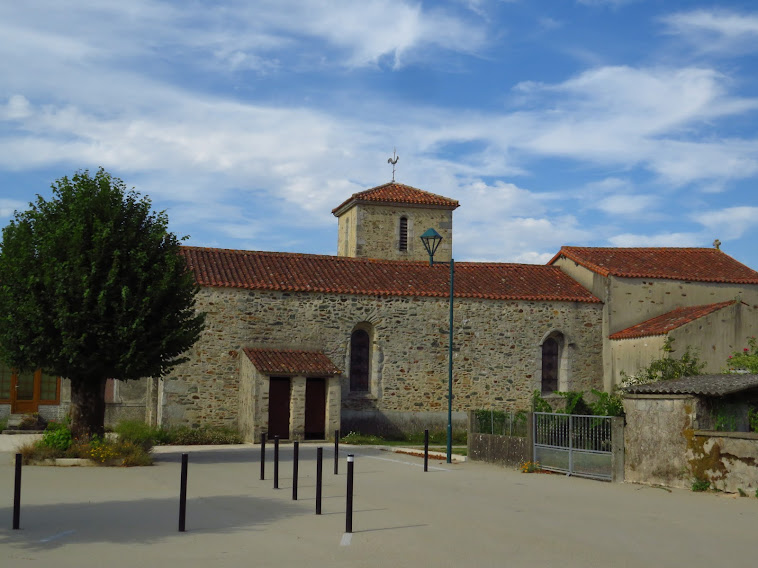
Kirche Saint-Hilaire